# Henryk Brockmann-Jerosch
Henryk (Heinrich) Brockmann-Jerosch (también conocido por su nombre polaco Henryk Krzymowski (Winterthur, 23 de mayo de 1879-Zúrich, 16 de febrero de 1939) fue un botánico, geobotánico, y fitosociólogo suizo.

## Biografía
Brockman era hijo del profesor de secundaria José Krzymowski, de Lask en Polonia. Fue inicialmente el apellido de su padre y se hizo cargo en 1902 con el nombre de su madre, Lucie Brock, nativa de Lübeck. Su doble nombre lo adquirió en 1905 con su matrimonio con la geóloga Marie Jerosch, originaria del este de Prusia. Su hermano Richard Krzymowski fue un científico agrícola muy conocido.
Enfocó sus trabajos especialmente en la fitosociología.
Después de la escuela en Winterthur, ganó experiencia práctica en agronomía y, posteriormente, estudió en la ETH Ciencias Agrícolas, Zúrich . Obtuvo un diploma en 1902 como ingeniero agrónomo, y de 1901 a 1904 fue asistente científico en el Instituto Botánico de Carl Schroeter. Después de estudiar ciencias naturales, recibió su doctorado en 1906. De 1903 a 1933 impartió clases como profesor en la Universidad de Zúrich y fue comisario del Instituto de Investigación Geobotánica Rubel, de Zúrich.
Estudió durante mucho tiempo en el extranjero, las condiciones de vegetación en casi todos los países de Europa y en ese momento era jefe del "Instituto Internacional de Geografía" (Internationalen Pflanzengeographischen). Brockmann también trató temas de ciencias de seguridad nacional y la etnobotánica y la investigación agrícola.

## Obra
- Die Flora des Puschlav (Bezirk Bernina, Kanton Graubünden) und ihre Pflanzengesellschaften. En: Pflanzengesellschaften der Schweizeralpen. 438 pp. Leipzig. 1907
- Die fossilen Pflanzenreste des glazialen Delta bei Kaltbrunn (bei Uznach, Kanton St. Gallen) und deren Bedeutung für die Auffassung des Wesens der Eiszeit. 189 pp. St. Gallen. 1910
- ppDie Einteilung der Pflanzengesellschaften nach ökologisch-physiognomischen Gesichtspunkten. 72 pp. Leipzig. 1912
- Baumgrenze und Klimacharakter. In: Beiträge zur geobotanischen Landesaufnahme. 255 pp. Zúrich 1919
- Schweizer Volksleben. Sitten, Bräuche, Wohnstätten. Vol. 1: 119 pp; vol. 2: 144 pp. Erlenbach-Zürich. 1929
- Schweizer Bauernhaus. Mit 60 Federzeichnungen von Pierre Gauchat. 248 pp. Berna. 1933

## Eponimia
- (Rubiaceae) Galium brockmannii Briq.[1]
- (Violaceae) Viola brockmanniana W.Becker[2]